# Prštice
Prštice település Csehországban, a Brno-vidéki járásban. Prštice Radostice, Tetčice, Silůvky, Hlína és Ořechov településekkel határos. Lakosainak száma 981 fő (2024. január 1.).

## Népesség
A település lakosságának változását az alábbi diagram mutatja:
| Lakosok száma | 493  | 582  | 754  | 1068 | 909  | 934  | 938  | 974  | 959  | 981  |
|               | 1869 | 1900 | 1921 | 1961 | 1980 | 2011 | 2016 | 2019 | 2021 | 2024 |